# Sul mare
Sul mare è un film italiano del 2010 scritto e diretto da Alessandro D'Alatri.
La pellicola è tratta dal romanzo In bilico sul mare di Anna Pavignano, e ha vinto il premio speciale al festival Alabarda d'oro.

## Trama
Salvatore è un ventenne che d'inverno è costretto a lavorare come muratore a Formia in scarse condizioni di sicurezza, ma in estate può dare sfogo alla sua passione per il mare, portando i turisti a visitare l'isola di Ventotene a bordo di una barca. Un giorno Salvatore conosce una giovane turista genovese, Martina, con la quale inizia una storia d'amore, destinata tuttavia a terminare dopo brevissimo tempo.